# Lisa Mitchell (attrice)
Lisa Mitchell, nata Lisa Bell Mitchell (New York, 31 marzo 1940), è un'attrice statunitense.
È nota soprattutto per il ruolo di Lulua, una delle sette figlie di Ietro ne I dieci comandamenti (1956) di Cecil B. DeMille.

## Biografia
È stata intervistata all'interno di Cecil B. DeMille: American Epic (2004) e in Making Miracles, un documentario del 2011 di Laurent Bouzereau su I dieci comandamenti.

## Filmografia

### Cinema
- I dieci comandamenti (The Ten Commandments), regia di Cecil B. DeMille (1956)
- Can-Can, regia di Walter Lang (1960)
- Biancaneve e i tre compari (Snow White and the Three Stooges), regia di Walter Lang (1961)
- Non disturbate (Do Not Disturb), regia di Ralph Levy (1965)

### Televisione
- Organizzazione U.N.C.L.E. (The Man from U.N.C.L.E.) - serie TV, 1 episodio (1966)
- Gidget - serie TV, 1 episodio (1966)
- Polvere di stelle (Bob Hope Presents the Chrysler Theatre) - serie TV, 1 episodio (1966)
- Batman - serie TV, 2 episodi (1966)
- I Monkees (The Monkees) - serie TV, 1 episodio (1967)